# 유서프 카쉬
유서프 카쉬(영어: Yousuf Karsh, 1908년 12월 23일~2002년 7월 13일)는 유명한 사람들의 초상화로 유명한 아르메니아계 캐나다인 사진가였다. 그는 20세기의 가장 위대한 초상화 사진 작가 중 한 명으로 묘사되어 왔다.
마르딘 출신으로 아르메니아인 집단학살의 생존자였던 카쉬는 난민으로 캐나다로 이주했다. 1930년대까지 그는 일을 위해 광범위하게 여행했음에도 불구하고 성인 생활의 대부분을 살았던 오타와에서 중요한 사진 작가로 자리매김했다. 그의 상징적인 1941년 사진인 윈스턴 처칠은 60년 경력의 돌파구였으며, 그 동안 그는 유명한 정치 지도자들, 예술과 과학의 남녀의 수많은 사진을 찍었다. 20장 이상의 사진이 라이프 잡지의 표지에 실렸는데, 1992년 그가 은퇴할 때까지이다.